# Chemoclino
Il chemoclino è una stratificazione verticale delle acque marine o lacustri causata da un forte gradiente verticale nella massa d'acqua collegato a una significativa e rapida variazione delle sue proprietà chimiche.
L'instaurarsi di un chemoclino avviene ad esempio dove le condizioni locali favoriscono la formazione di uno strato d'acqua profonda in condizioni anossiche, dove possono sopravvivere solamente organismi anaerobici. Il Mar Nero è un esempio tipico di tale situazione, che si può ritrovare anche nei laghetti meromitici. In queste situazioni le forme di vita aerobica sono ristrette alle zone al di sopra del chemoclino. Le forme fotosintetiche dei batteri anaerobici, come i Chromatiales, prosperano nel chemoclino, sfruttando sia la presenza della luce solare che proviene dall'alto, che quella del solfuro di idrogeno (H2S) prodotto dai sottostanti batteri anaerobici.
Nelle masse d'acqua dove l'azione di rimescolamento delle acque superficiali e di quelle di profondità è efficace, non è possibile l'instaurazione stabile del chemoclino. 